# Onychostenhelia bispinosa
Onychostenhelia bispinosa is een eenoogkreeftjessoort uit de familie van de Miraciidae. De wetenschappelijke naam van de soort is voor het eerst geldig gepubliceerd in 2008 door Huys & Mu.